# Het Slotje
Villa Het Slotje (ook  Het Slotje van de Baron) is een naar ontwerp van Willem Hoffmann gebouwde villa aan de Neerbosscheweg 620 in Nijmegen. De villa werd van 1907 tot 1908 gebouwd als buitenverblijf voor oud-burgemeester, sinds 1883 notaris jhr. E.F.M. van Rijckevorsel van Kessel (1848-1910). 
Het ontwerp is een mix van historiserende (neogotische) en moderne stijlkenmerken en kan daarmee geschaard worden onder de overgangsarchitectuur. Door de steunberen, kantelen en torentjes heeft het pand een kasteelachtige uitstraling. Het object is sinds 2002 als rijksmonument in het rijksmonumentenregister ingeschreven.
Het huis ligt nabij de kruising van de Neerbosscheweg en de Energieweg. Oorspronkelijk was het pand onderdeel van  landgoed Hoogerhuizen tussen Neerbosch en Hees. Door de aanleg van de Neerbosscheweg en nabijgelegen wijken is van het oorspronkelijke landgoed slechts weinig overgebleven. 

## Afbeeldingen

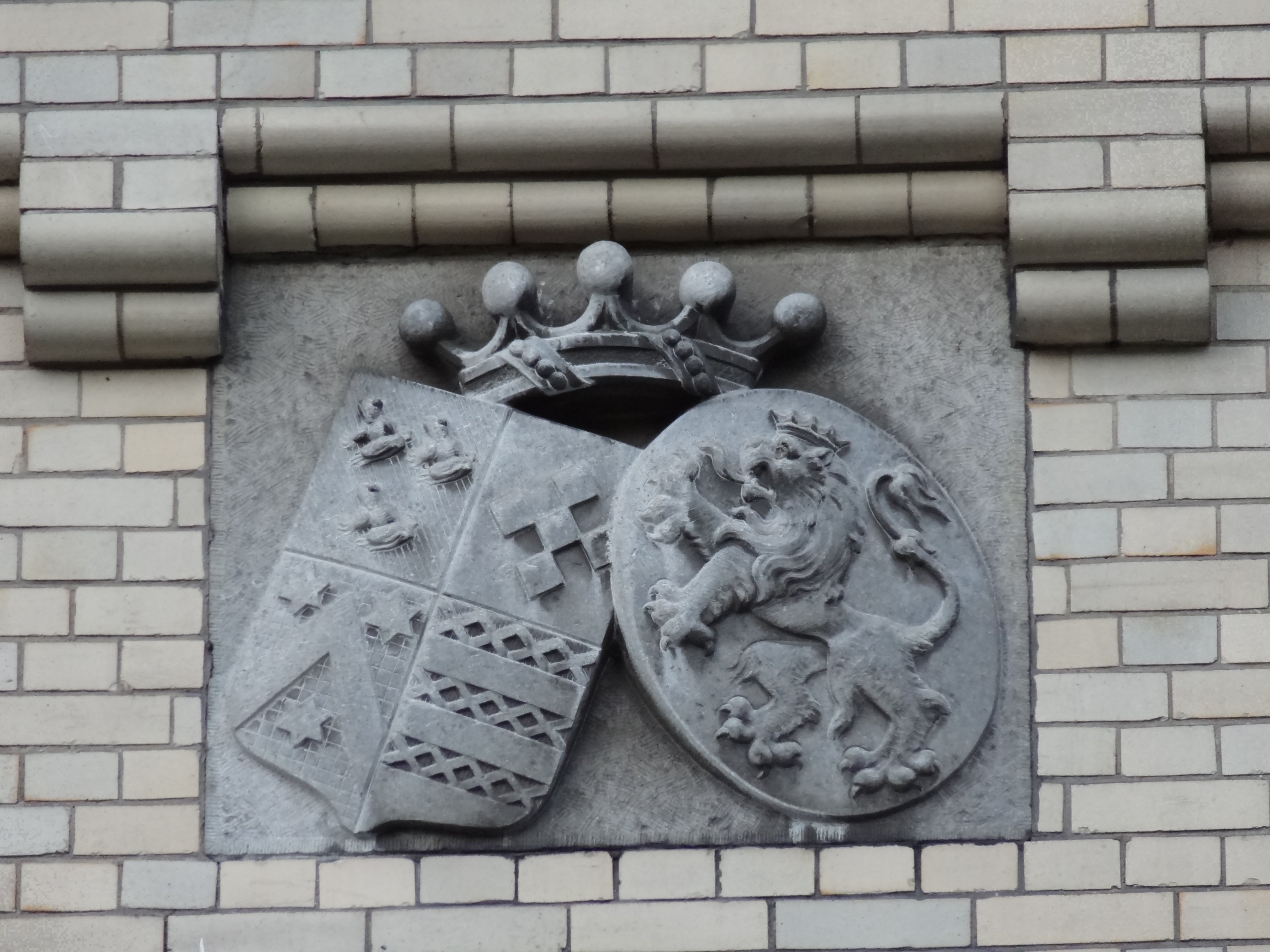
Alliantiewapen aan de gevel
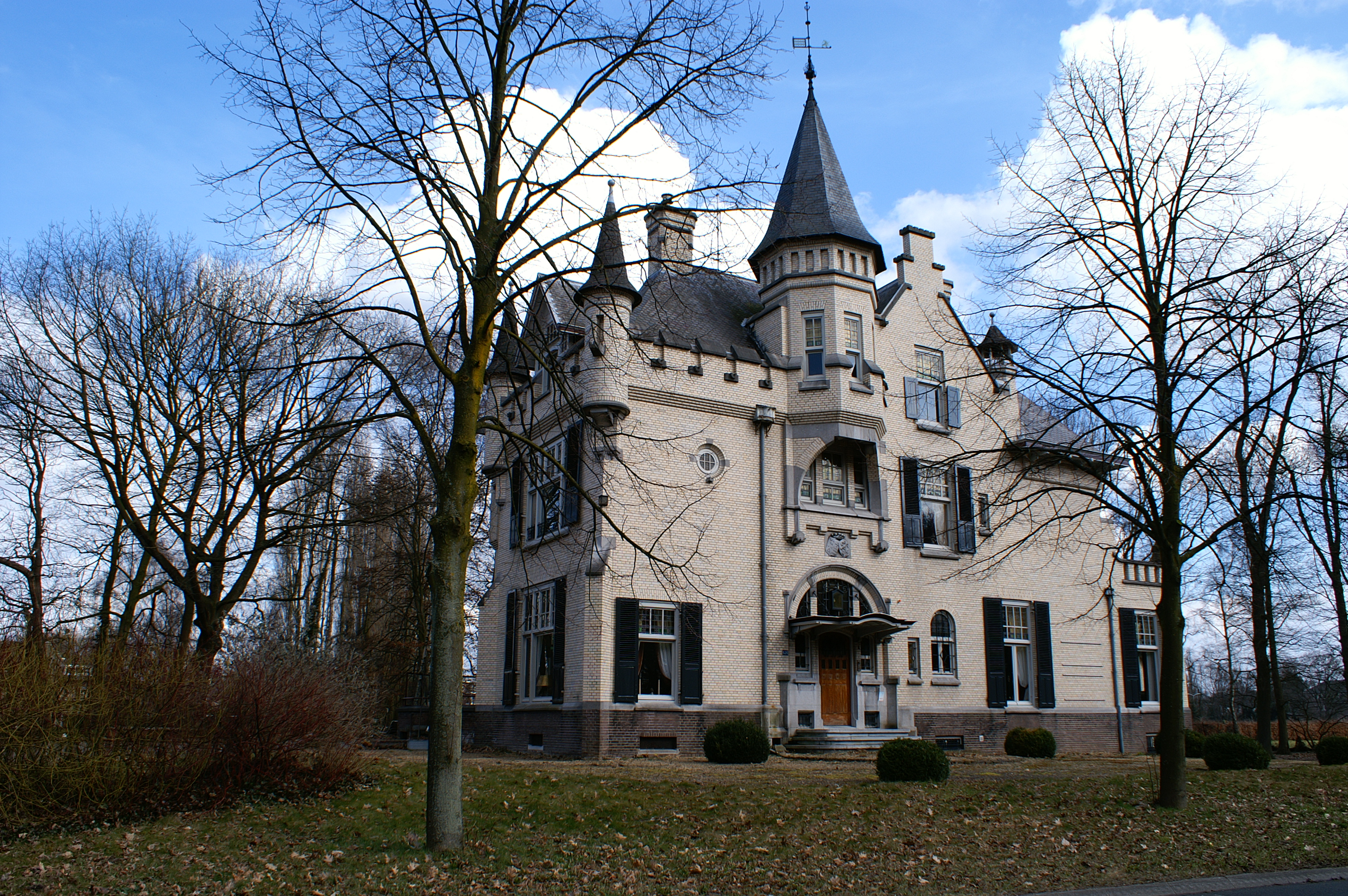
Aanzicht in 2010